# Alexander Blessin
Alexander Blessin (Stuttgart, Alemania Occidental, 28 de mayo de 1973) es un exjugador y entrenador de fútbol alemán. Actualmente dirige al FC St. Pauli de la Bundesliga.

## Carrera como jugador
Blessin comenzó su carrera senior con TSV Georgii Allianz Stuttgart. En 2001, fichó por el Antalyaspor en la Superliga turca, donde hizo una sola aparición por liga. Después de eso, jugó para los clubes alemanes Wacker Burghausen, Lokomotiv Leipzig, SC Pfullendorf, 1899 Hoffenheim, Sportfreunde Siegen, Jahn Regensburg, SSV Reutlingen y SV Bonlanden antes de retirarse en 2012.

## Carrera como entrenador
Después de su retiro como jugador activo, Blessin se unió al RB Leipzig como entrenador juvenil en 2012. Dejó al Leipzig en 2020 para aceptar una oferta como nuevo entrenador del Oostende en la Primera División de Bélgica. Terminó su primera temporada en el quinto puesto, lo que le llevó a estar vinculado a clubes como Sheffield United y Celtic, además de ser nombrado entrenador del año en la máxima categoría belga.
El 19 de enero de 2022, fue contratado por el Genoa de la Serie A como nuevo entrenador con un contrato de dos años y medio, luego de que el club italiano pagara una tarifa fija para activar una cláusula de rescisión presente en el contrato con el Oostende. Después de no poder salvar al equipo del descenso, Blessin fue confirmado en su cargo, con el objetivo de llevarlos nuevamente a la máxima categoría del fútbol italiano. El 6 de diciembre de 2022, después de una serie de resultados negativos, Blessin fue despedido de su cargo con efecto inmediato.
En julio de 2023, fue anunciado como entrenador del Union Saint-Gilloise y firmó un contrato por dos años.El 9 de mayo de 2024, obtuvo la Copa de Bélgica luego de vencer al Royal Antwerp por 1-0 y cortó con la sequía de 110 años sin levantar dicho trofeo.
El 27 de junio de 2024, dejó su cargo en el fútbol belga para asumir el control del FC St. Pauli.

## Clubes

### Como jugador
| Club                | País     | Año       |
| ------------------- | -------- | --------- |
| SV Bonlanden        | Alemania | 1995-1996 |
| TSF Ditzingen       | Alemania | 1996-1997 |
| VfB Stuttgart       | Alemania | 1997-1999 |
| Stuttgarter Kickers | Alemania | 1999-2001 |
| Antalyaspor         | Turquía  | 2001-2002 |
| Wacker Burghausen   | Alemania | 2002      |
| Lokomotive Leipzig  | Alemania | 2002-2003 |
| SC Pfullendorf      | Alemania | 2003-2005 |
| 1899 Hoffenheim     | Alemania | 2005-2006 |
| Sportfreunde Siegen | Alemania | 2006-2008 |
| Jahn Regensburg     | Alemania | 2008-2009 |
| SSV Reutlingen      | Alemania | 2009-2010 |
| SV Bonlanden        | Alemania | 2010-2012 |

### Como entrenador
| Club                 | País     | Año           |
| -------------------- | -------- | ------------- |
| KV Oostende          | Bélgica  | 2020-2022     |
| Genoa                | Italia   | 2022          |
| Union Saint-Gilloise | Bélgica  | 2023-2024     |
| FC St. Pauli         | Alemania | 2024-presente |

## Estadísticas como entrenador
| Equipo                         | Div.                | Temporada           | Liga | Liga | Liga | Liga | Liga |    | Copa | Copa | Copa | Copa |   | Internacional | Internacional | Internacional | Internacional | Internacional |   | Otros | Otros | Otros | Otros |    | Totales     | Totales | Totales | Totales | Totales | Totales | Totales | Totales |
| Equipo                         | Div.                | Temporada           | PD   | G    | E    | P    | Pos. | PD | G    | E    | P    | PD   | G | E             | P             | Pos.          | PD            | G             | E | P     | PD    | G     | E     | P  | Rendimiento | GF      | GC      | Dif.    |         |         |         |         |
| ------------------------------ | ------------------- | ------------------- | ---- | ---- | ---- | ---- | ---- | -- | ---- | ---- | ---- | ---- | - | ------------- | ------------- | ------------- | ------------- | ------------- | - | ----- | ----- | ----- | ----- | -- | ----------- | ------- | ------- | ------- | ------- | ------- | ------- | ------- |
| KV Oostende · Bélgica          | 1.ª                 | 2020-21             | 40   | 17   | 9    | 14   | 5.º  | 2  | 1    | 0    | 1    | -    | - | -             | -             | -             | -             | -             | - | -     | 42    | 18    | 9     | 15 | 50%         | 68      | 62      | +6      |         |         |         |         |
| KV Oostende · Bélgica          | 1.ª                 | 2021-22             | 21   | 7    | 2    | 12   | Inc. | 2  | 1    | 0    | 1    | -    | - | -             | -             | -             | -             | -             | - | -     | 23    | 8     | 2     | 13 | 37.68%      | 31      | 45      | -14     |         |         |         |         |
| KV Oostende · Bélgica          | Total               | Total               | 61   | 24   | 11   | 26   | -    | 4  | 2    | 0    | 2    | -    | - | -             | -             | -             | -             | -             | - | -     | 65    | 26    | 11    | 28 | 45.64%      | 99      | 107     | -8      |         |         |         |         |
| Genoa · Italia                 | 1.ª                 | 2021-22             | 16   | 3    | 7    | 6    | 19.º | -  | -    | -    | -    | -    | - | -             | -             | -             | -             | -             | - | -     | 16    | 3     | 7     | 6  | 33.33%      | 7       | 15      | -8      |         |         |         |         |
| Genoa · Italia                 | 2.ª                 | 2022-23             | 15   | 6    | 5    | 4    | Inc. | 2  | 2    | 0    | 0    | -    | - | -             | -             | -             | -             | -             | - | -     | 17    | 8     | 5     | 4  | 56.86%      | 20      | 15      | +5      |         |         |         |         |
| Genoa · Italia                 | Total               | Total               | 31   | 9    | 12   | 10   | -    | 2  | 2    | 0    | 0    | -    | - | -             | -             | -             | -             | -             | - | -     | 33    | 11    | 12    | 10 | 45.45%      | 27      | 30      | -3      |         |         |         |         |
| Union Saint-Gilloise · Bélgica | 1.ª                 | 2023-24             | 40   | 25   | 9    | 6    | 2.º  | 6  | 5    | 0    | 1    | 12   | 6 | 3             | 3             | 1/8           | -             | -             | - | -     | 58    | 36    | 12    | 10 | 68.97%      | 103     | 61      | +42     |         |         |         |         |
| Union Saint-Gilloise · Bélgica | Total               | Total               | 40   | 25   | 9    | 6    | -    | 6  | 5    | 0    | 1    | 12   | 6 | 3             | 3             | -             | -             | -             | - | -     | 58    | 36    | 12    | 10 | 68.97%      | 103     | 61      | +42     |         |         |         |         |
| St. Pauli · Alemania           | 1.ª                 | 2024-25             | 34   | 8    | 8    | 18   | 14.º | 2  | 1    | 0    | 1    | -    | - | -             | -             | -             | -             | -             | - | -     | 36    | 9     | 8     | 19 | 32.41%      | 33      | 47      | -14     |         |         |         |         |
| St. Pauli · Alemania           | 1.ª                 | 2025-26             | 0    | 0    | 0    | 0    | -    | 1  | 0    | 1    | 0    | -    | - | -             | -             | -             | -             | -             | - | -     | 1     | 0     | 1     | 0  | 33.33%      | 0       | 0       | +0      |         |         |         |         |
| St. Pauli · Alemania           | Total               | Total               | 34   | 8    | 8    | 18   | -    | 3  | 1    | 1    | 1    | -    | - | -             | -             | -             | -             | -             | - | -     | 37    | 9     | 9     | 19 | 32.43%      | 33      | 47      | -14     |         |         |         |         |
| Total en su carrera            | Total en su carrera | Total en su carrera | 166  | 66   | 40   | 60   | -    | 15 | 10   | 1    | 4    | 12   | 6 | 3             | 3             | -             | -             | -             | - | -     | 193   | 82    | 44    | 67 | 50.09%      | 262     | 245     | +17     |         |         |         |         |
| 1. 2.                          |                     |                     |      |      |      |      |      |    |      |      |      |      |   |               |               |               |               |               |   |       |       |       |       |    |             |         |         |         |         |         |         |         |

### Resumen por competiciones
| Competición                        | Partidos | Ganados | Empatados | Perdidos | %      | Resultado        |
| ---------------------------------- | -------- | ------- | --------- | -------- | ------ | ---------------- |
| Primera División de Bélgica        | 101      | 49      | 20        | 32       | 55.11% | Subcampeón       |
| Copa de Bélgica                    | 10       | 7       | 0         | 3        | 70%    | Campeón          |
| Serie A                            | 16       | 3       | 7         | 6        | 33.33% | 19.º lugar       |
| Serie B                            | 15       | 6       | 5         | 4        | 51.11% | 5.º lugar        |
| Copa Italia                        | 2        | 2       | 0         | 0        | 100%   | Segunda ronda    |
| Bundesliga                         | 34       | 8       | 8         | 18       | 31.37% | 14.º lugar       |
| Copa de Alemania                   | 3        | 1       | 1         | 1        | 44.44% | Segunda ronda    |
| Liga Europa de la UEFA             | 8        | 4       | 2         | 2        | 58.33% | Fase de grupos   |
| Liga Europa Conferencia de la UEFA | 4        | 2       | 1         | 1        | 58.33% | Octavos de final |
| TOTAL                              | 193      | 82      | 44        | 67       | 50.09% | 1 Título         |

## Palmarés como entrenador
| Título          | Club                 | País    | Año  |
| --------------- | -------------------- | ------- | ---- |
| Copa de Bélgica | Union Saint-Gilloise | Bélgica | 2024 |